# تره
سبزی تره یا گندنا (نام علمی: Allium Iranicum) کوچک‌ترین هموند خانواده پیازهای خوراکی است. در آشپزی برگ آن به‌دلیل طعم ملایم‌تر از سیر و پیاز، کاربرد بیشتری دارد. این گیاه به طوری بومی در مناطق ایران و عراق رشد می‌کند. این گیاه به‌طور بومی در ایران و شمال عراق یافت شده‌است. تره در ایران بعنوان دارو برای درمان هموروئید استفاده می‌شود.

## خاصیت
افزودن تره کوهی در ماست همزده باعث غلظت و کیفت بالا می‌شود. به دلیل وجود فیبر بالا، در درمان یبوست کاربرد دارد. منبع خوبی از ویتامین C می‌باشد و در درمان اسکوربوت کاربرد دارد. اشتهاآور بوده و در درمان لاغری توصیه می‌شود. ترکیب سماق با آب تازه تره برای درمان زگیل بسیار مفید است.

## مصرف
سبزی تره در بسیاری از غذاهای ایرانی استفاده می‌شد.

## تکثیر
این سبزی برای رشد کردن به نور کامل خورشید نیاز دارد و در مکان‌های نیم سایه به خوبی رشد نمی‌کند. گرمای زیاد موجب از دست رفتن سبزی می‌شود؛ بنابراین تره را در فصل مناسب کاشت که بهار و پاییز است بکارید. به صورت کلی این گیاه هوای خنک را بیشتر می‌پسندد. این گیاه به خشکی خاک حساس است. تره برای رشد کردن به آب فراوان نیاز دارد.
خاک‌های رسی شنی برای کاشت بذر تره بسیار مناسب هستند. قبل از کاشت تره باید خاک را با کودهای ازت و فسفره غنی کرد. برای تقویت خاک، به آن کود ریز مغذی یا حیوانی اضافه کنید. تره در خاک مرطوب، غنی، دارای زهکشی خوب یا در کمپوست خوب پوسیده شده رشد بهتری خواهد داشت.